# Aphanopetalum
Aphanopetalum je jediný rod čeledi Aphanopetalaceae z řádu lomikamenotvaré (Saxifragales) vyšších dvouděložných rostlin (Rosopsida). Jsou to šplhavé keře s jednoduchými kožovitými listy a drobnými čtyřčetnými květy s redukovanou korunou. Rod zahrnuje pouze 2 druhy a je rozšířen ve východní a západní Austrálii.

## Popis
Zástupci rodu Aphanopetalum jsou šplhavé keře se vstřícnými, zubatými, kožovitými listy s opadavými palisty. Květy jsou drobné, čtyřčetné, jednotlivé nebo v úžlabních vrcholičnatých květenstvích. Kalich je složen ze 4 na bázi srostlých kališních lístků. Koruna je drobná, pravidelná, kratší než kalich nebo zcela chybí. Tyčinek je 8. Semeník je polospodní, srostlý ze 4 plodolistů a obsahující 4 komůrky. Čnělky jsou až téměř k vrcholu srostlé, zakončené suchými bliznami. Plodem je jednosemenný oříšek.

## Rozšíření
Rod zahrnuje 2 druhy a vyskytuje se pouze v Austrálii. Aphanopetalum clematideum roste v západní Austrálii, A. resinosum při pobřeží východní Austrálie ve státech Queensland a Nový Jižní Wales.

## Taxonomie
Rod Aphanopetalum byl dříve řazen do čeledi Cunoniaceae v řádu šťavelotvaré (Oxalidales), případně v samostatné čeledi Aphanopetalaceae v tomtéž řádu. V systému APG se objevuje až ve verzi APG III z roku 2009 a je zařazen do řádu Saxifragales.

## Zástupci
- Aphanopetalum clematideum – endemit jihozápadní Austrálie, kde roste na vápencových útesech. Šplhavý keř s úzkými čárkovitými listy.
- Aphanopetalum resinosum – šplhavý liánovitý keř s vejčitými listy, rostoucí v tropických deštných lesích a eukalyptových lesích východní Austrálie.